# Urdzik karpacki
Urdzik karpacki (Soldanella carpatica), zwyczajowo nazywany jaślinkiem – gatunek rośliny należący do rodziny pierwiosnkowatych. Jest endemitem zachodniokarpackim. Występuje głównie w Tatrach i na Babiej Górze, za to jest tam bardzo pospolity. Nieliczne stanowiska znajdują się także na Pilsku, Policy, w Gorcach i w Pieninach.

## Morfologia
ŁodygaPojedyncza, wzniesiona, dość gruba łodyga kwiatowa, o czerwonawym zabarwieniu. Osiąga wysokość 5-20 cm i jest nieulistniona (głąbik).
LiścieZimozielone, okrągławosercowate liście odziomkowe, o średnicy do 3 cm, skórzaste, grube, przeważnie całobrzegie, czasami tylko słabo karbowane. Górą ciemnozielone, spodnia strona często czerwonawo-fioletowa, osadzone na długich ogonkach.
KwiatyNa szczycie łodygi kwiatowej wyrastają 1-3 pojedyncze kwiaty, zwisające na długich, gruczołkowatych szypułkach. Mimo niewielkich rozmiarów są z daleka widoczne, dzięki swojej jasnofioletowej, czasami biskupiofioletowej barwie. Trafiają się też okazy o białych kwiatach (rzadko). Kielich złożony z 5 czerwonawych, podłużnotrójkątnych ząbków o nierównej długości, dołem zrośniętych. Korona lejkowata, zrosła, ale pocięta więcej niż do połowy na drobniutkie frędzelki. 5 pręcików jest przyrośniętych nitkami do korony na 1/3 swojej długości. Pomiędzy pręcikami występują łuskowate prątniczki. Słupek z pałeczkowatym znamieniem ma bardzo długą, wystającą poza koronę kwiatu, cienką szyjkę.
OwocW czasie dojrzewania zwisłe szypułki wyprostowują się. Na ich szczycie znajduje się jajowata torebka, otwierająca się wieczkiem od góry, zawierająca drobne, czarne nasiona.
Gatunki podobneUrdzik górski. Charakterystyczną cechą gatunkową, odróżniającą są ogonki liściowe – tylko na młodych okazach urdzika karpackiego są one rzadko okryte gruczołkami, na starszych ogonkach brak gruczołków.

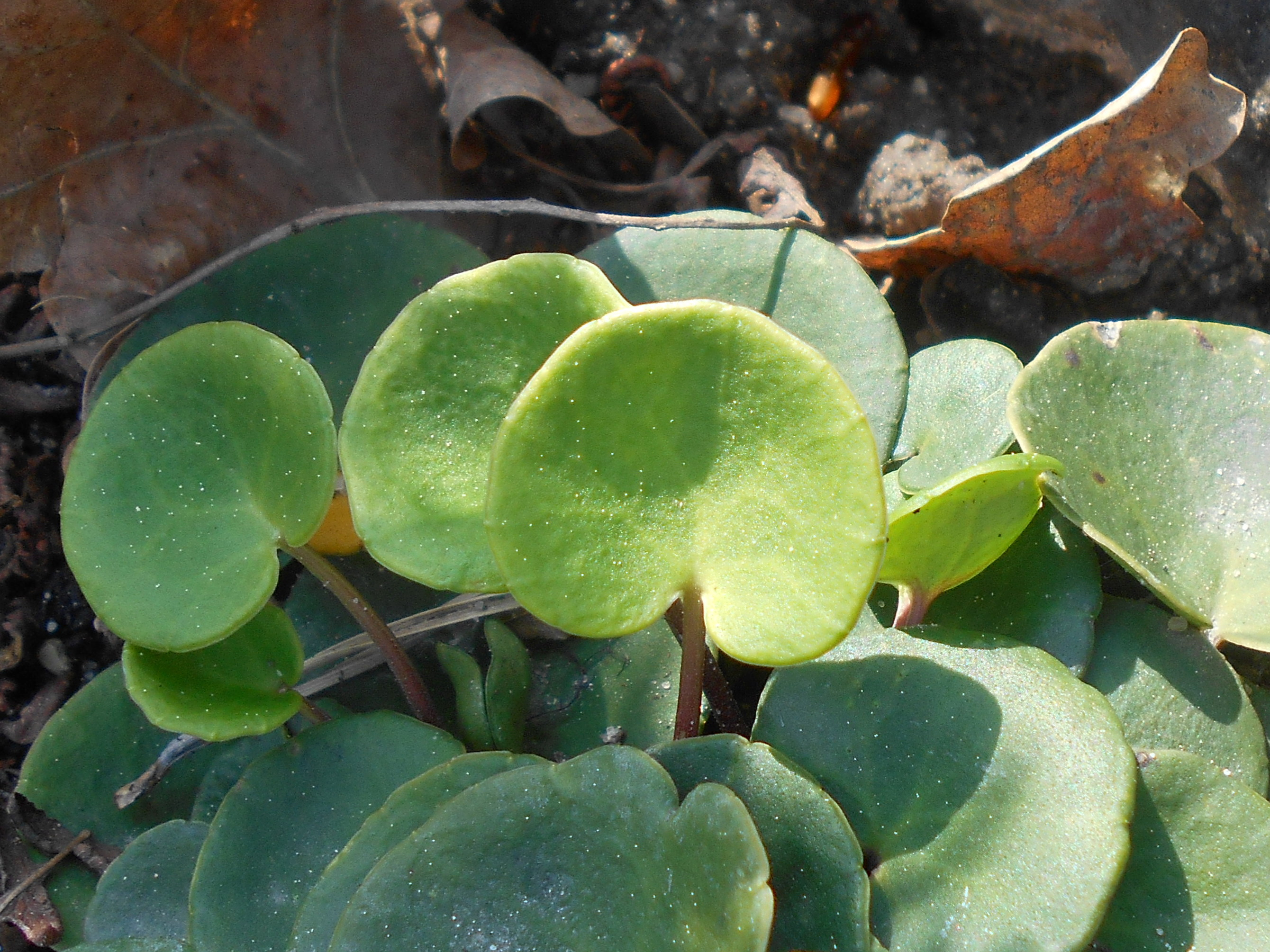
Liście
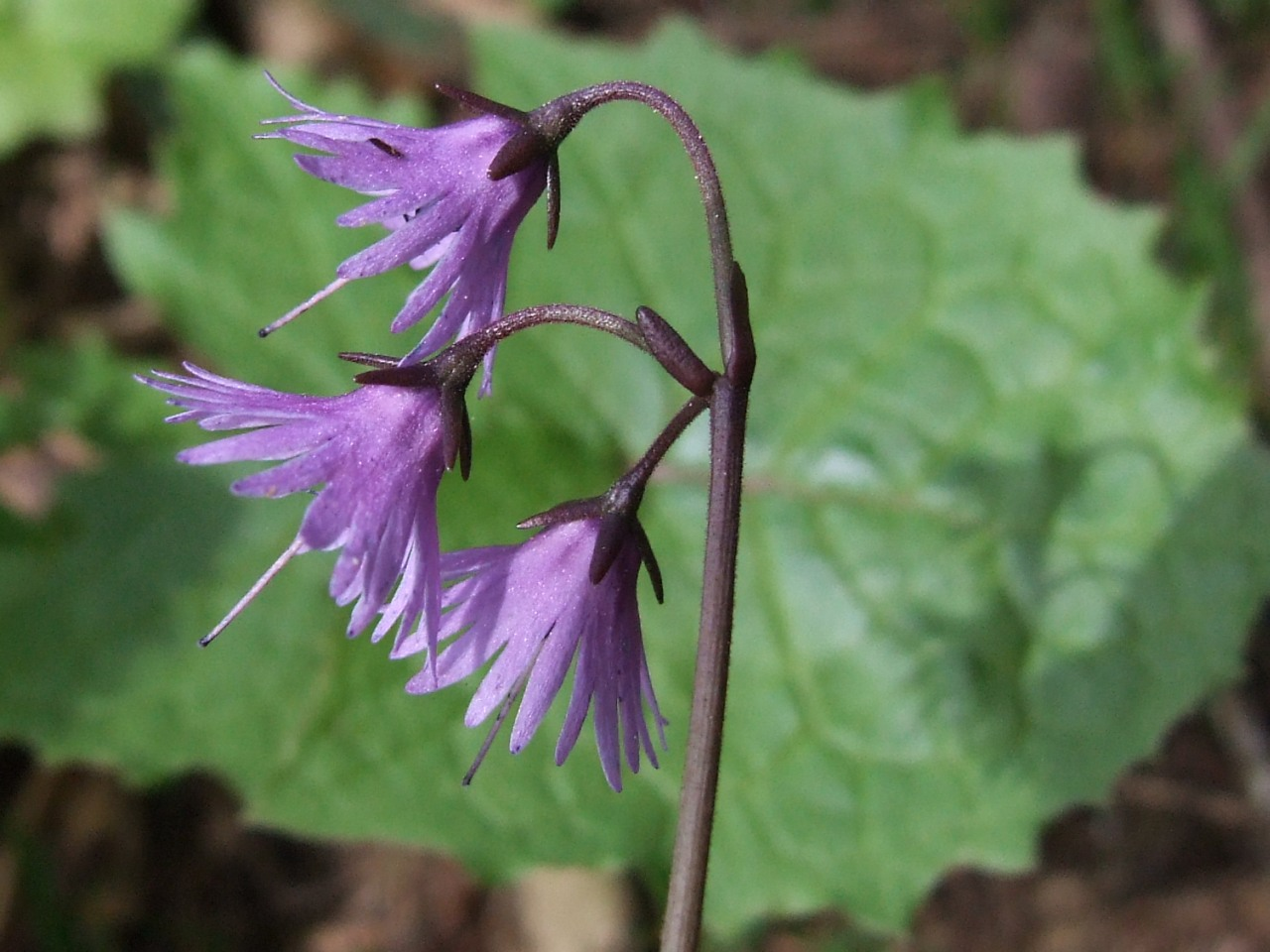
Kwiaty
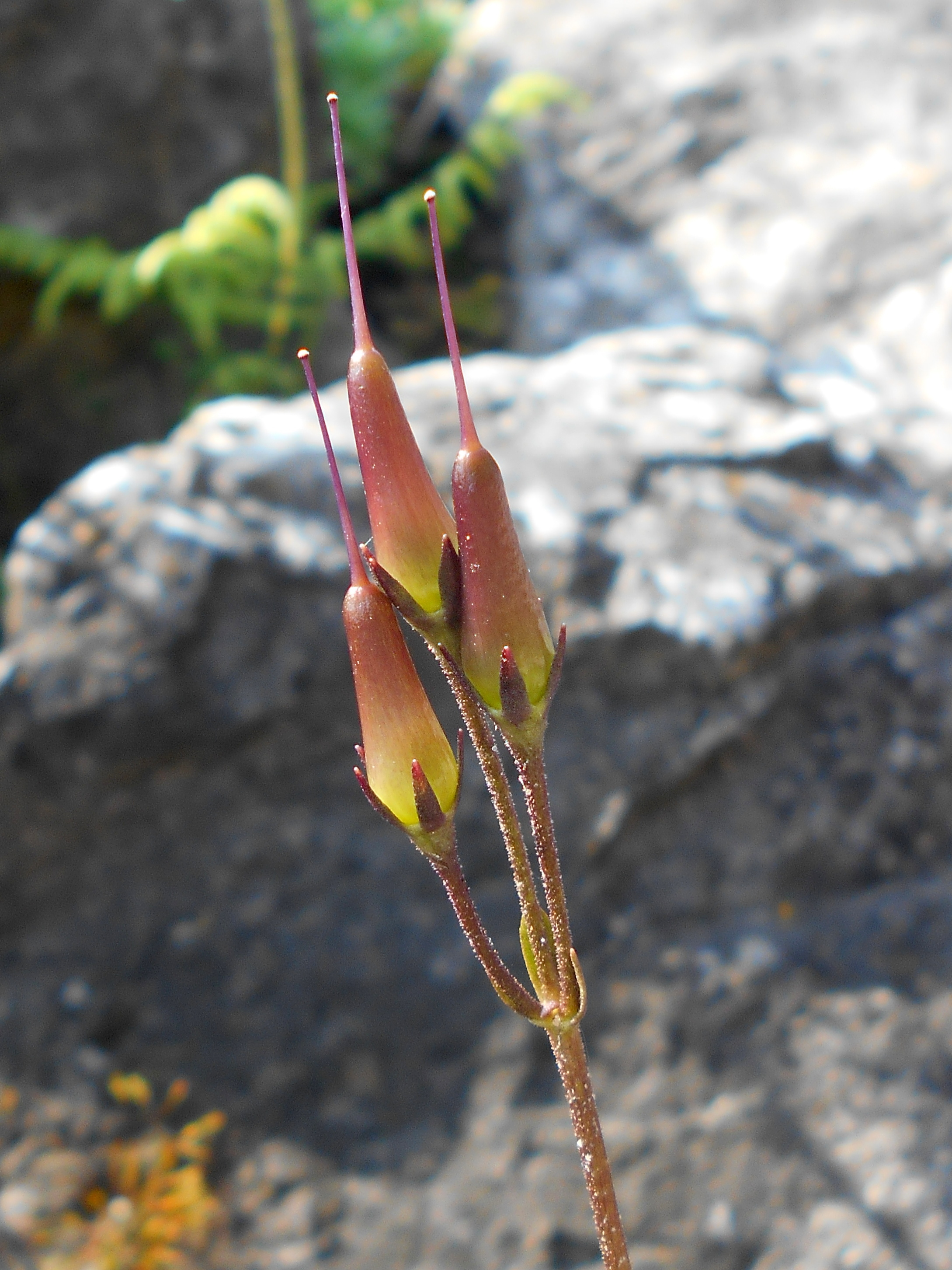
Owoce

## Biologia i ekologia
Bylina. Kwitnie od kwietnia do lipca, jest owadopylna. Liście rozwijają się dopiero po przekwitnięciu kwiatów. Fotosyntezę, niezbędną do rozwoju rośliny zapewniają zeszłoroczne, zimozielone liście. Siedlisko: lasy, zarośla, hale, skały, murawy, piargi, zbocza gór, wyleżyska. Roślina górska. Ma duży pionowy zasięg, bo występuje od podnóża gór, aż po szczyty Tatr, zarówno na podłożu wapiennym, jak i granitowym.
Tworzy mieszańce z urdzikiem górskim (Soldanella montana).

## Zastosowanie
Czasami uprawiany jako roślina ozdobna. Jest dość trudny do uprawy.